# Ванеса (кратер)
Вижте пояснителната страница за други значения на Ванеса.
Ванеса (на английски: Vanessa) е ударен кратер разположен на планетата Венера. Той е с диаметър 10 km, и е кръстен на гръцко име Ванеса.